# ガス主任技術者
ガス主任技術者（がすしゅにんぎじゅつしゃ）とは、ガス事業（小売・導管・製造）の用に供するガス工作物の工事、維持及び運用に関する保安の監督をさせるため、設置者がガス事業法上置かねばならない保安のための責任者である。
ガス主任技術者の指名に際しては、経済産業省令に定められる通り、対象とするガス工作物の最高使用圧力に応じて、甲種、乙種及び丙種ガス主任技術者国家試験に合格し、免状を保有している者のうちから選出しなければならない。
なお、この試験の合格者は、社会保険労務士試験の受験資格を得ることができる。

## 概要
- 一般の需要に応じ導管を通じて供給される都市ガスの製造、供給、小売全ての過程のガスを取り扱う資格。『ガス事業法』に基づきガス工作物の保安・監督などを行う。

## 区分
- 甲種 - ガス工作物の工事、 維持及び運用
- 乙種 - 最高使用圧力が 中圧及び低圧のガス工作物並びに特定ガス発生設備等に係るガス工作物等の工事、維持及び運用
- 丙種 - 特定ガス発生設備に係るガス工作物の工事、維持及び運用

## 主務官庁
- 経済産業省

## 試験
- 一般財団法人日本ガス機器検査協会が実施している。
- 9月下旬～10月上旬頃、年に1回、北海道、宮城県、東京都、愛知県、富山県、大阪府、広島県、香川県、福岡県、沖縄県で行われている。

### 試験科目
甲種・乙種・丙種
1. ガス事業関係法令（保安に関するものに限る。）
2. ガスに関する物理及び化学理論
3. ガス工作物の工事、維持及び運用に関する技術
4. ガス工作物の構造及び機能
5. ガスの成分分析及び熱量等の測定
6. ガス器具の構造及び機能

## 受験資格
- 制限なし